# 福山西警察署
福山西警察署（ふくやまにしけいさつしょ）は、広島県警察の管轄する警察署である。

## 所在地
- 広島県福山市神村町3106番地1

## 管轄区域
- 尾道市のうち浦崎町
- 福山市のうち
  - 郷分町
  - 山手町
  - 山手町一丁目から同七丁目
  - 神島町
  - 佐波町
  - 瀬戸町
  - 明王台一丁目から同五丁目
  - 東明王台
  - 水呑町
  - 水呑向丘
  - 田尻町
  - 鞆町鞆
  - 鞆町後地
  - 津之郷町
  - 赤坂町
  - 熊野町
  - 走島町
  - 松永町
  - 松永町一丁目から同七丁目
  - 南松永町一丁目から同四丁目
  - 今津町
  - 今津町二丁目から同七丁目
  - 東村町
  - 本郷町
  - 神村町
  - 宮前町一丁目・同二丁目
  - 柳津町
  - 柳津町一丁目から同五丁目
  - 金江町
  - 藤江町
  - 高西町
  - 高西町一丁目から同四丁目
  - 内海町
  - 沼隈町
  - 南今津町

## 沿革
- 1877年（明治10年）7月 - 沼隈郡今津村に福山警察署今津分署が設置される。
- 1882年（明治15年）12月 - 福山警察署から尾道警察署に所属変更されて、尾道警察署今津分署に改称。
- 1886年（明治19年）11月 - 尾道警察署今津分署から独立して、今津警察署に昇格。
- 1893年（明治26年）7月 - 沼隈郡松永村に移転して、松永警察署に改称。
- 1926年（大正15年）7月 - 松永警察署鞆分署が鞆警察署に昇格。
- 1943年（昭和18年）4月 - 鞆警察署を松永警察署に統合。
- 1948年（昭和23年）1月 - 沼隈郡を管轄する沼隈地区警察署と、自治体警察として松永警察署・今津警察署・鞆警察署・水呑警察署に分割される。
- 1951年（昭和26年）10月 - 自治体警察制度が廃止されて松永警察署・今津警察署を沼隈地区警察署に統合。鞆警察署・水呑警察署を統合して鞆地区警察署に改称。
- 1954年（昭和29年）7月 - 広島県警察が発足して、沼隈地区警察署を広島県警松永警察署に、鞆地区警察署を広島県警鞆警察署に改称。
- 1956年（昭和31年）10月 - 鞆警察署が廃止されて、管轄は福山警察署・松永警察署に編入。
- 1971年（昭和48年）4月 - 松永警察署が現在地へ移転新築されて「広島県警福山西警察署」に改称。現庁舎完成。福山警察署（福山東警察署に改称）から福山市のうち芦田川以西を、尾道警察署から尾道市のうち浦崎町の管轄区域を編入。
- 2002年（平成14年）4月 - 駐在所の再編が行われ、12駐在所のうち8駐在所を統合整理。

## 組織
- 警務課
- 総務会計課（落し物係）
- 生活安全課
- 刑事課
- 地域課
- 交通課（道路使用許可、車庫証明）
- 警備課

## 交番・駐在所
（）の中は所在地。

### 交番
7交番
- 鞆交番（福山市鞆町鞆1003-1）
  - 福山市のうち田尻町、鞆町後地、鞆町鞆、走島町
- 駅前交番（福山市松永町334-8）
  - 福山市のうち今津町、今津町二丁目 - 七丁目、神村町、高西町一丁目 - 四丁目、高西町川尻、高西町真田、高西町南、松永町、松永町一丁目・二丁目・四丁目、宮前町一丁目・二丁目
- 松永南交番（福山市柳津町4-1-1）
  - 福山市のうち金江町金見、金江町藁江、藤江町、松永町三丁目・五丁目 - 七丁目、南今津町、南松永町一丁目 - 四丁目、柳津町、柳津町一丁目 - 五丁目
- 水呑交番（福山市水呑町1508）
  - 福山市のうち熊野町、水呑町、水呑向丘
- 山手交番（福山市山手町6-4-9）
  - 福山市のうち郷分町、山手町、山手町一丁目 - 七丁目
- 津之郷交番（福山市津之郷町津之郷475-1）
  - 福山市のうち神島町、佐波町、瀬戸町山北、瀬戸町地頭分、瀬戸町長和、津之郷町加屋、津之郷町津之郷、東明王台、明王台一丁目 - 五丁目
- 沼隈交番（福山市沼隈町草深1849-3）
  - 福山市のうち沼隈町上山南、沼隈町草深、沼隈町下山南、沼隈町常石、沼隈町中山南、沼隈町能登原

### 駐在所
4駐在所
- 本郷警察官駐在所（福山市本郷町2906-1）
  - 福山市のうち東村町、本郷町
- 赤坂警察官駐在所（福山市赤坂町赤坂1031-1）
  - 福山市のうち赤坂町赤坂、赤坂町早戸
- 浦崎警察官駐在所（尾道市浦崎町2213-2）
  - 尾道市のうち浦崎町
- 田島警察官駐在所（福山市内海町ロ1678-2）
  - 福山市のうち内海町、内海町イ、内海町ロ、内海町ハ

#### 2002年に統合された駐在所
8駐在所
- 走島警察官駐在所（福山市走島町）- 鞆交番に統合
  - 福山市のうち走島町
- 田尻警察官駐在所（福山市田尻町）- 鞆交番に統合
- 金江警察官駐在所（福山市金江町）- 松永南交番に統合
- 藤江警察官駐在所（福山市藤江町）- 松永南交番に統合
- 熊野警察官駐在所（福山市熊野町）- 水呑交番に統合
- 瀬戸警察官駐在所（福山市瀬戸町）- 津之郷交番に統合
- 常石警察官駐在所（福山市沼隈町常石）- 沼隈交番に統合
- 横島警察官駐在所（福山市内海町）- 田島警察官駐在所に統合
  - 福山市のうち内海町の横島地区

## 主な事件
- 元尾道市長夫妻殺害事件 - 1980年（昭和55年）2月9日に発生。1995年2月に公訴時効が成立（未解決事件）。
- 福山市一家3人殺害事件 - 1988年（昭和63年）6月12日に発生（同日中に解決）。